# Tupan
Een tupan of tapan in Noord-Macedonië en Bulgarije of davul in Turkije is een grote trom met twee vellen uit Turkije. Met de rechterhand wordt deze bespeeld met een knuppel (de zware tellen). Het invulwerk gebeurt met de linkerhand met een dun stokje; het riet.
De turkse trom zoals die in een harmonieorkest / fanfare gebruikt wordt is eveneens een dubbelvellige trom. Bij de bespeling komt echter geen riet van pas.

## Tupan-spelers
Tot de tupan-spelers behoren:
- Kalina Vladovska